# Wojciech Bogusławski
Wojciech Bogusławski (polonès: Wojciech Romuald Bogusławski)  (Glinno, 9 d'abril de 1757 - Varsòvia, 23 de juliol de 1829) Wojciech Romuald Bogusławski, fou un actor, director de teatre, traductor i dramaturg polonès de la Il·lustració polonesa. Va ser el director del Teatre Nacional, Varsòvia, (Teatr Narodowy), durant tres períodes diferents, a més d'establir una òpera polonesa. És considerat el "pare del teatre polonès." Va ser el director del Teatre Nacional de Varsòvia els anys 1783-1785, 1790-1794 i 1799-1814. El 1801 va fundar a Kalisz el primer teatre permanent de la zona. Va morir a Varsòvia el 1829. És el personatge principal del drama L'impostor de l'escriptor hongarès György Spiró.